# Usines Fiat Group Automobiles S.p.A.
Les listes ci-dessous présentent les usines de production et d'assemblage d'automobiles détenues, directement ou indirectement, par le groupe automobile Italien Fiat Chrysler Automobiles

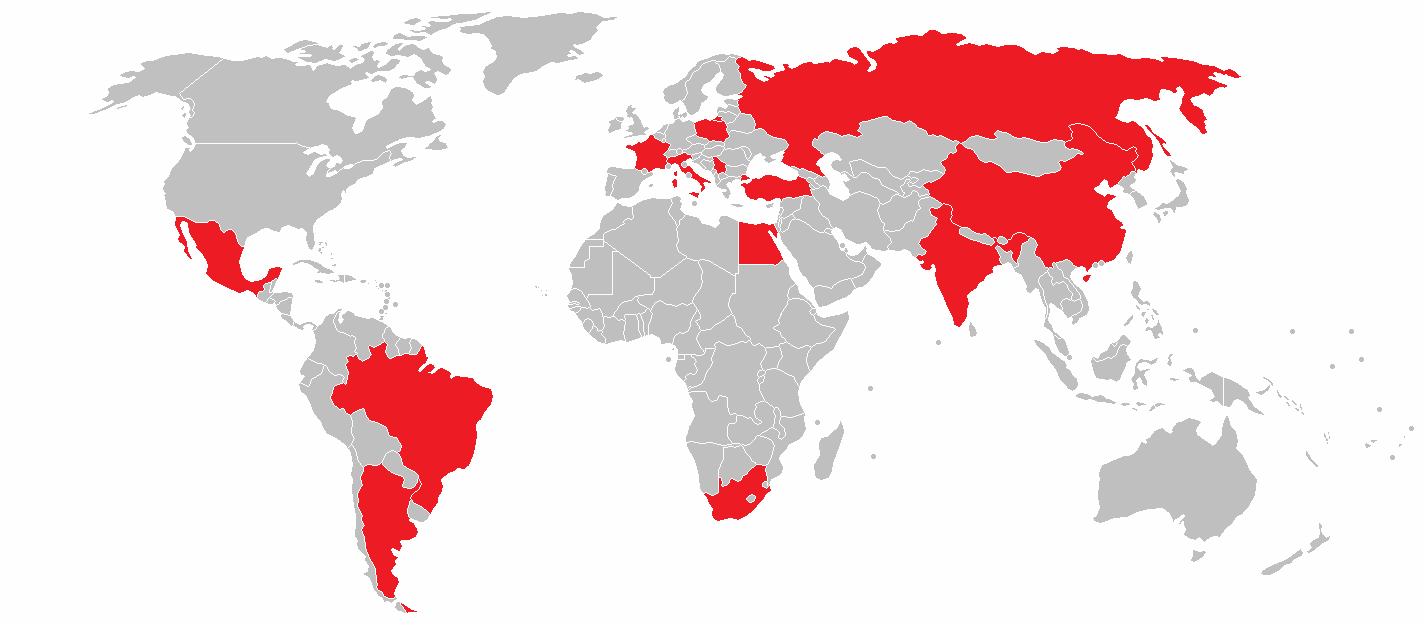
Implantation des usines Fiat Auto dans le monde

## Usines entièrement détenues par Fiat Group Automobiles S.p.A.
| Pays       | Nom                                                           | Propriétaire                 | Localisation                       | Ouverture   | Modèles actuels | Coordonnées                   |
| Algérie    | FIAT Tafraoui                                                 | FIAT Group Automobiles       | Tafraoui                           | 2023        | Fiat 500 (2007) Fiat Doblò Fiat New Doblò | 35° 28′ 59″ N, 0° 31′ 38″ O   |
| Italie     | FIAT Mirafiori                                                | FIAT Group Automobiles       | Turin Piémont                      | 1939        | Fiat 500 IV Maserati Levante | 45° 01′ 46″ N, 7° 38′ 28″ E   |
| Italie     | FIAT Cassino                                                  | FIAT Group Automobiles       | Piedimonte San Germano Latium      | 1972        | Alfa Romeo Giulietta III Alfa Romeo Giulia II Alfa Romeo Stelvio Maserati Grecale | 41° 29′ 06″ N, 13° 45′ 54″ E  |
| Italie     | FIAT Pomigliano d´Arco Giambattista Vico (ex AlfaSud)         | FIAT Group Automobiles       | Pomigliano d'Arco Campanie         | 1968        | Fiat Panda III | 40° 55′ 36″ N, 14° 24′ 05″ E  |
| Italie     | FIAT Melfi SATA (Società Automobilistica Tecnologia Avanzata) | FIAT Group Automobiles       | Melfi Basilicate                   | 1993        | Jeep Compass II Jeep Renegade Fiat 500X | 41° 04′ 33″ N, 15° 43′ 04″ E  |
| Pologne    | FIAT Tychy                                                    | FIAT Group Automobiles       | Tychy Silesie                      | 1992-/      | Fiat 500 III, 500C Abarth 500, 500C Lancia Ypsilon Ford Ka II | 50° 06′ 24″ N, 19° 04′ 19″ E  |
| Serbie     | FIAT Kragujevac                                               | FIAT Group Automobiles       | Kragujevac                         | 2008        | Fiat 500L (2012) Fiat Grande Panda | 44° 00′ 46″ N, 20° 55′ 36″ E  |
| Brésil     | FIAT Betim                                                    | FIAT Automoveïs              | Betim Minas Gerais                 | 1973        | Fiat Palio Fiat Siena Fiat Palio W.E. Fiat Strada Pickup Fiat Grande Punto Fiat Linea Fiat Idea Fiat Bravo II Fiat Doblò Fiat Doblò Cargo Fiat Uno Mille Fiat Uno Furgão Fiat Fiorino Versions Adventure des: Palio, Strada, Doblò et Idea | 19° 57′ 18″ S, 44° 11′ 42″ O  |
| Brésil     | FIAT Goiana                                                   | FIAT Group Automobiles       | Jaboatão dos Guararapes Pernambuco | 2014        | Fiat Mobi Jeep Renegade(2014) Fiat Toro (2016) Jeep Compass (2017) | 19° 57′ 18″ S, 44° 11′ 42″ O  |
| Brésil     | FIAT Sete Lagoas                                              | FIAT Group Automobiles IVECO | Sete Lagoas Minas Gerais           | 2000        | Fiat Ducato IVECO Daily IVECO Tector IVECO EuroTech Stralis et Cavallino Trakker | 19° 28′ 02″ S, 44° 14′ 56″ O  |
| Argentine  | FIAT Córdoba                                                  | FIAT Group Automobiles       | Córdoba Province de Córdoba        | 1960 / 1995 | Fiat Cronos FLP Fiat Palio (2012) | 8° 08′ 34″ S, 34° 57′ 07″ O   |
| Italie     | Maserati Modena                                               | Maserati                     | Modène Émilie-Romagne              | 1914        | Maserati GranTurismo Maserati GranCabrio Alfa Romeo 4C | 44° 38′ 58″ N, 10° 56′ 30″ E  |
| Italie     | Officine Maserati Grugliasco Ex-Bertone                       | Maserati                     | Grugliasco Piémont                 | 2012        | Maserati Ghibli III Maserati Quattroporte Maserati Levante | 45° 03′ 05″ N, 7° 35′ 35″ E   |
| États-Unis | FCA Belvidere                                                 | FIAT-Chrysler Automobiles    | Belvidere (Illinois) Illinois      | 1965        | Dodge Caliber Jeep Patriot Jeep Compass | 42° 14′ 05″ N, 88° 52′ 11″ O  |
| États-Unis | FCA Détroit - Jefferson Avenue                                | FIAT-Chrysler Automobiles    | Détroit Michigan                   | 1992        | Jeep Grand Cherokee Dodge Durango | 42° 22′ 19″ N, 82° 57′ 57″ O  |
| États-Unis | FCA Sterling Heights                                          | FIAT-Chrysler Automobiles    | Sterling Heights Michigan          | 1953        | Chrysler 200 Chrysler 200 Cabrio Lancia Flavia Dodge Avenger | 42° 34′ 23″ N, 83° 02′ 05″ O  |
| États-Unis | FCA Toledo                                                    | FIAT-Chrysler Automobiles    | Toledo (Ohio) Ohio                 | 1942        | Jeep Liberty Dodge Nitro Jeep Wrangler | 41° 41′ 46″ N, 83° 31′ 08″ O  |
| États-Unis | FCA Warren                                                    | FIAT-Chrysler Automobiles    | Warren (Michigan) Michigan         | 1938        | Ram 1500 Dodge Dakota | 42° 27′ 19″ N, 83° 02′ 26″ O  |
| Canada     | FCA Windsor                                                   | FIAT-Chrysler Automobiles    | Brampton Ontario                   | 1928        | Chrysler Town & Country Lancia Grand Voyager Dodge Grand Caravan | 42° 17′ 47″ N, 82° 59′ 12″ O  |
| Canada     | FCA Brampton                                                  | FIAT-Chrysler Automobiles    | Brampton Ontario                   | 1986/-      | Chrysler 300 Lancia Thema (2011) Dodge Challenger Dodge Charger | 43° 45′ 00″ N, 79° 42′ 59″ O  |
| Mexique    | FCA Toluca                                                    | FIAT-Chrysler Automobiles    | Toluca Mexique                     | 1968        | Dodge Journey | 19° 17′ 29″ N, 99° 36′ 18″ O  |
| Mexique    | FCA Saltillo                                                  | FIAT-Chrysler Automobiles    | Saltillo Coahuila de Zaragoza      | 1995        | RAM 1500 RAM Mega Cab RAM 2500/3500 RAM 4500/5500 RAM ProMaster | 25° 15′ 45″ N, 101° 06′ 48″ O |

## Usines de production détenues en coentreprise
| Pays    | Nom Usine                    | Propriétaire                                                                                  | Localisation                    | Ouverture | Modèles actuels | Coordonnées                  |
| Italie  | Usine Sevel de Val di Sangro | Sevel Sud (Coentreprise avec PSA, sous pilotage industriel de Fiat)                           | Atessa Province de Chieti       | 1978      | Fiat Ducato et les versions PSA (Peugeot Boxer et Citroën Jumper) | 42° 09′ 02″ N, 14° 27′ 22″ E |
| France  | SEVEL Valenciennes           | Sevel Nord (Coentreprise avec PSA, sous pilotage industriel de PSA jusqu'au 31 décembre 2012) | Valenciennes Nord-Pas-de-Calais | 1978      | Lancia Phedra (arrêtée en 2010) Fiat Ulysse (arrêtée en 2010) et versions PSA (Peugeot Expert et Citroën Jumpy) Fiat Scudo et versions PSA (Peugeot Expert et Citroën Jumpy) | 50° 16′ 00″ N, 3° 20′ 18″ E  |
| Turquie | Bursa                        | TOFAŞ (Coentreprise avec Koç Group, sous pilotage industriel de Fiat)                         | Bursa Province de Bursa         | 1971      | Fiat Doblò, Fiat Doblò cargo, Opel Combo (2011) Fiat Linea Fiat Tipo (2016) Fiat Fiorino et versions PSA (Peugeot Bipper et Citroën Nemo) Fiat Qubo                          | 40° 15′ 39″ N, 29° 03′ 43″ E |
| Inde    | Fiat Ranjangaon              | FIAL (Coentreprise avec Tata Motors)                                                          | Ranjangaon Maharastra           | 2005      | Fiat Palio Fiat Grande Punto Fiat Linea | 18° 47′ 02″ N, 74° 16′ 43″ E |
| Chine   | Fiat GAIC Changsha           | Fiat-GAIC (Coentreprise avec Guangzhou Automobile)                                            | Changsha Hunan                  | 2012      | Fiat Viaggio Fiat Ottimo Jeep Renegade | 18° 47′ 02″ N, 74° 16′ 43″ E |

## Anciennes usines du groupe Fiat
| Pays       | Nom usine                         | Propriétaire | Localisation    | Dates exploitation | Situation actuelle                                                         | Coordonnées                  |
| Allemagne  | Usine FIAT-NSU/Neckar d'Heilbronn | Fiat S.p.A.  | Heilbronn       | 1929-1973          | Transformée en centre logistique pièces détachées                          | 49° 08′ 31″ N, 9° 13′ 08″ E  |
| Argentine  | Fiat El Palomar                   | Fiat Concord | Buenos Aires    | 1964-1998          | Vendue à Peugeot                                                           | 34° 35′ 41″ S, 58° 34′ 51″ O |
| Italie     | Fiat Corso Dante                  | Fiat S.p.A.  | Turin           | 1899-1990          | Partiellement détruite                                                     | 45° 02′ 44″ N, 7° 40′ 47″ E  |
| Italie     | Fiat Lingotto                     | Fiat S.p.A.  | Turin           | 1923-1982          | Transformée en centre d'expositions                                        | 45° 01′ 55″ N, 7° 39′ 55″ E  |
| Italie     | Fiat Rivalta                      | Fiat S.p.A.  | Turin           | 1968-2001          | Transformée en usine de production de composants pour l'aviation Fiat Avio | 44° 59′ 42″ N, 7° 30′ 07″ E  |
| Italie     | Fiat Termini Imerese "Sicilfiat"  | Fiat S.p.A.  | Termini Imerese | 1970-2011          | Vendue                                                                     | 40° 55′ 08″ N, 14° 23′ 36″ E |
| États-Unis | Fiat Motor Corporation            | Fiat S.p.A.  | Poughkeepsie    | 1909-1917          | Détruite                                                                   | 41° 43′ 27″ N, 73° 55′ 49″ O |
| Italie     | Alfa Romeo Portello               | Fiat S.p.A.  | Milan           | 1993-1986          | Détruite                                                                   | 45° 29′ 15″ N, 9° 08′ 50″ E  |
| Italie     | Alfa Romeo Arese AlfaNord         | Fiat S.p.A.  | Milan           | 1963-2005          | Partiellement détruite Musée Alfa Roméo                                    | 45° 33′ 45″ N, 9° 03′ 30″ E  |
| Italie     | Lancia Via Ormea                  | Fiat S.p.A.  | Turin           | 1906-1911          | Détruite                                                                   | 45° 02′ 57″ N, 7° 40′ 43″ E  |
| Italie     | Lancia Corso Peschiera            | Fiat S.p.A.  | Turin           | 1922-?             | Partiellement détruite                                                     | 45° 03′ 58″ N, 7° 38′ 40″ E  |
| Italie     | Lancia Borgo San Paolo            | Fiat S.p.A.  | Turin           | 1911-1986          | Partiellement détruite                                                     | 45° 03′ 45″ N, 7° 38′ 28″ E  |
| Italie     | Lancia Chivasso                   | Fiat S.p.A.  | Chivasso        | 1963-2003          | Transformée pour production composants automobiles                         | 45° 12′ 23″ N, 7° 53′ 40″ E  |
| Italie     | Autobianchi Desio                 | Fiat S.p.A.  | Desio           | 1955-1992          | Détruite                                                                   | 45° 37′ 36″ N, 9° 13′ 03″ E  |
| Italie     | Innocenti Lambrate                | Fiat S.p.A.  | Milan           | 1931-1993          | Partiellement détruite                                                     | 45° 28′ 53″ N, 9° 15′ 28″ E  |

## Anciennes usines du groupe Chrysler
| Pays    | Nom usine             | Propriétaire | Localisation | Ouverture | Situation actuelle | Coordonnées |
| Mexique | Chrysler Lago Alberto | Chrysler     | Lago Alberto | 1938-2006 | Détruite           |             |

## Galerie photos

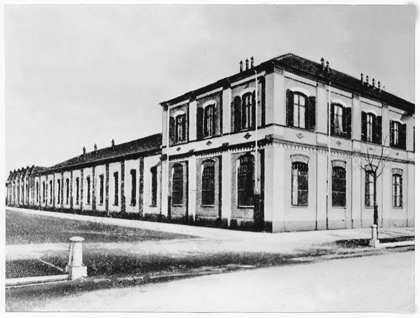
Fiat Corso Dante
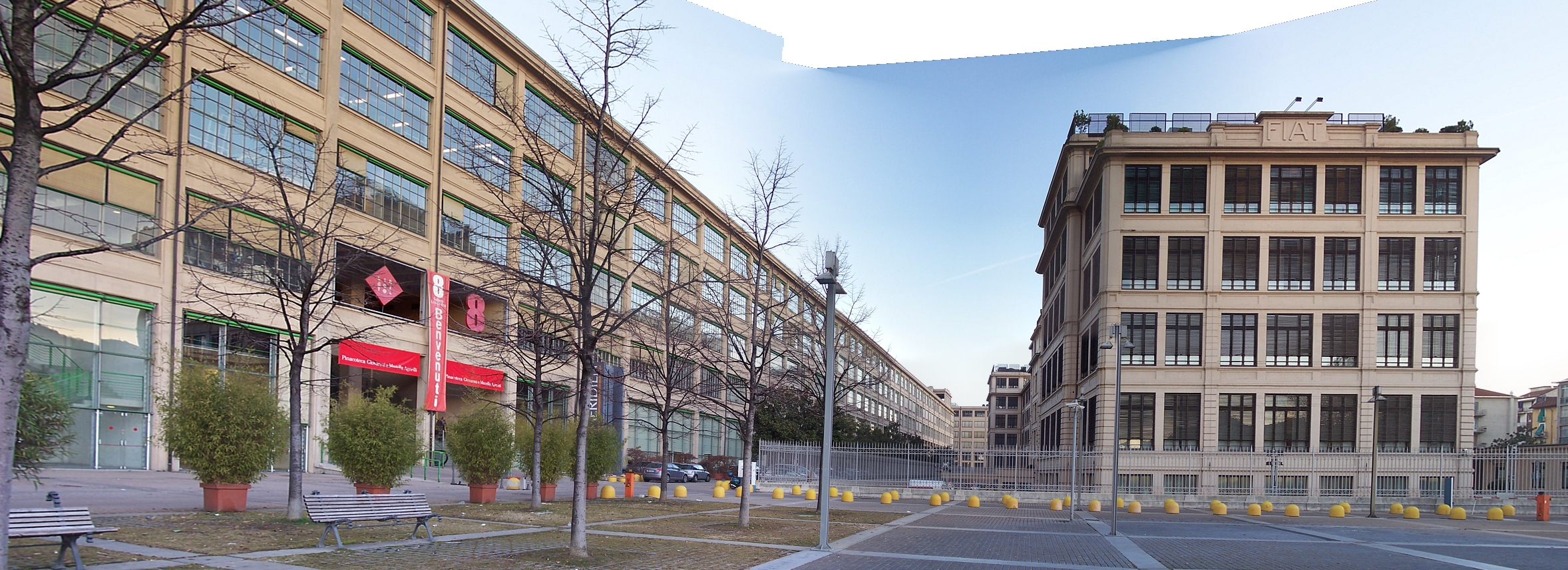
Fiat Lingotto
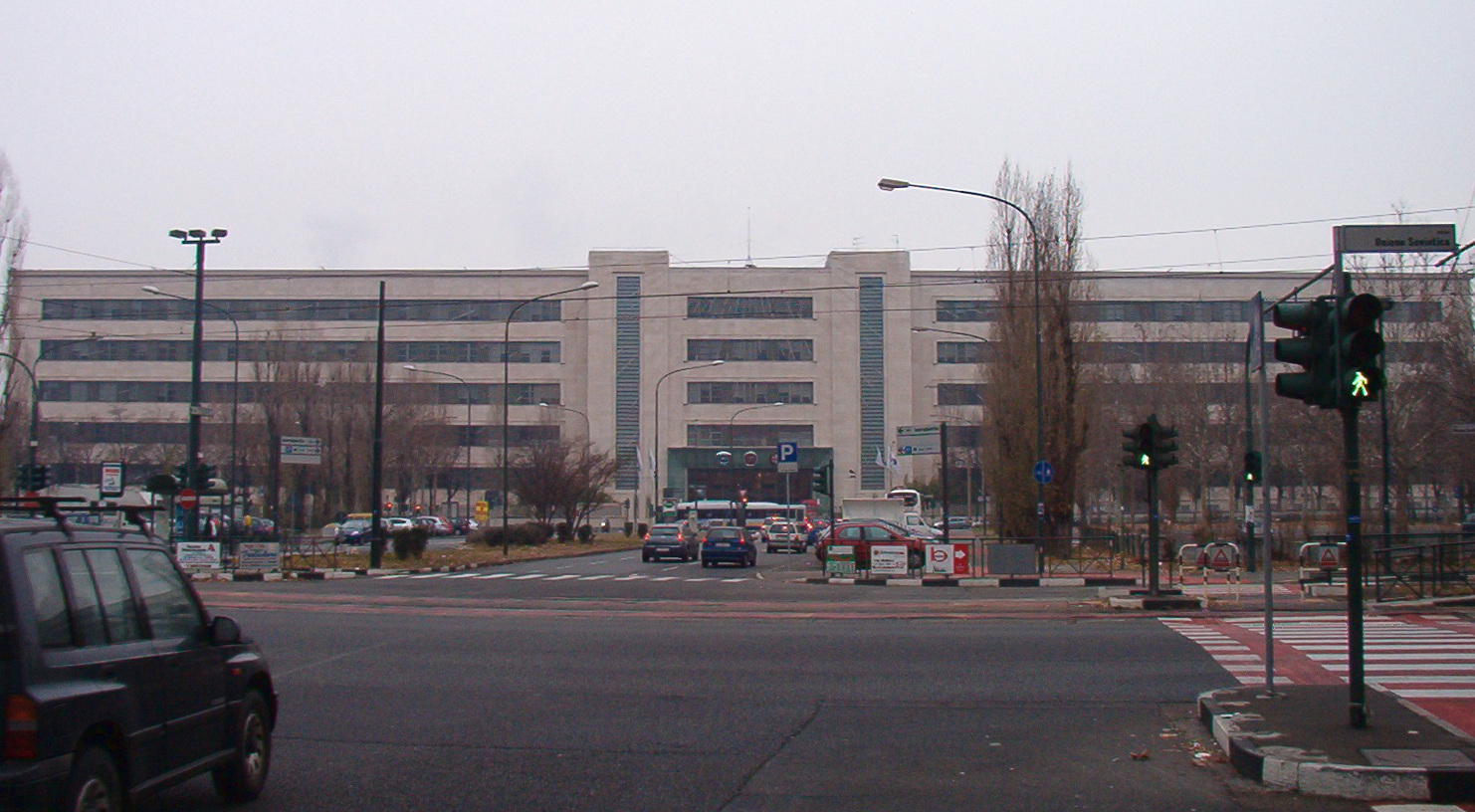
Usine Fiat-Mirafiori
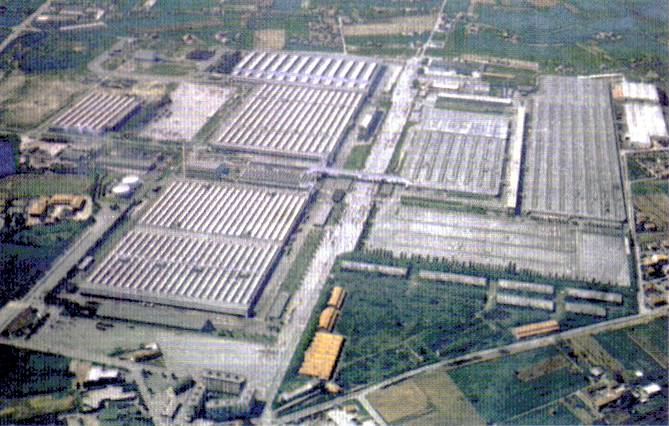
Usine Fiat-Rivalta
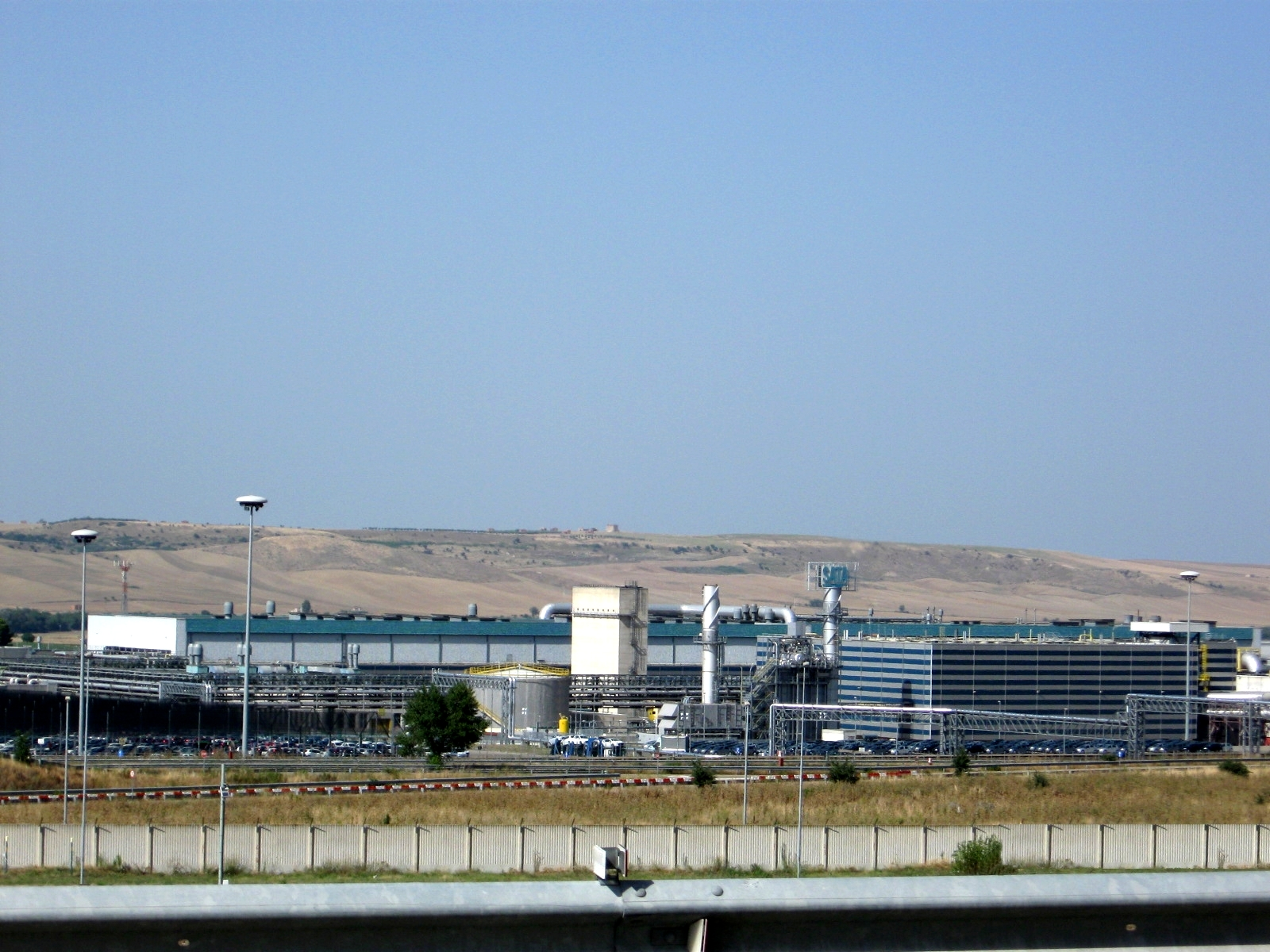
Usine Fiat-Melfi
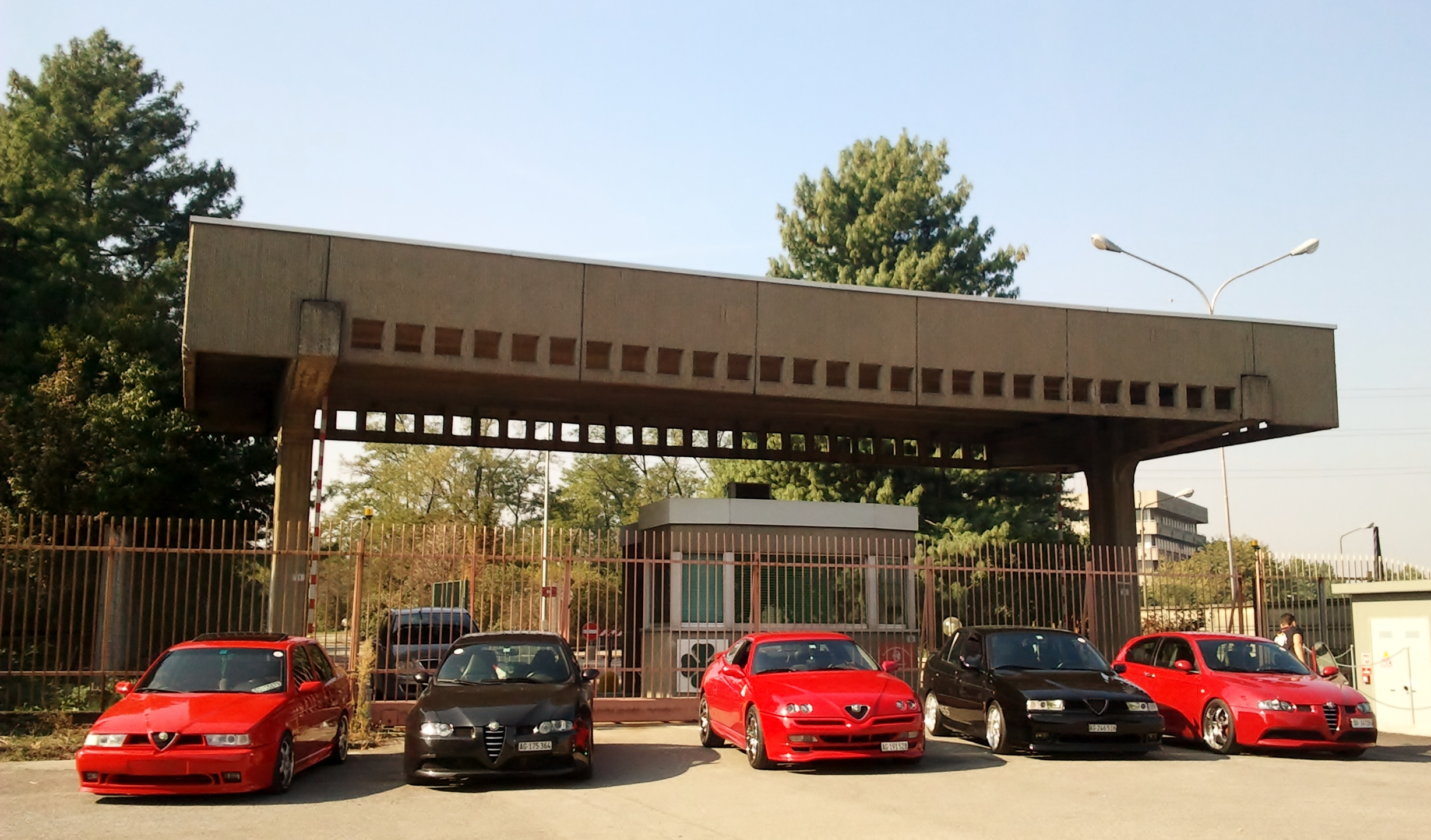
Usine Alfa Romeo-Arese
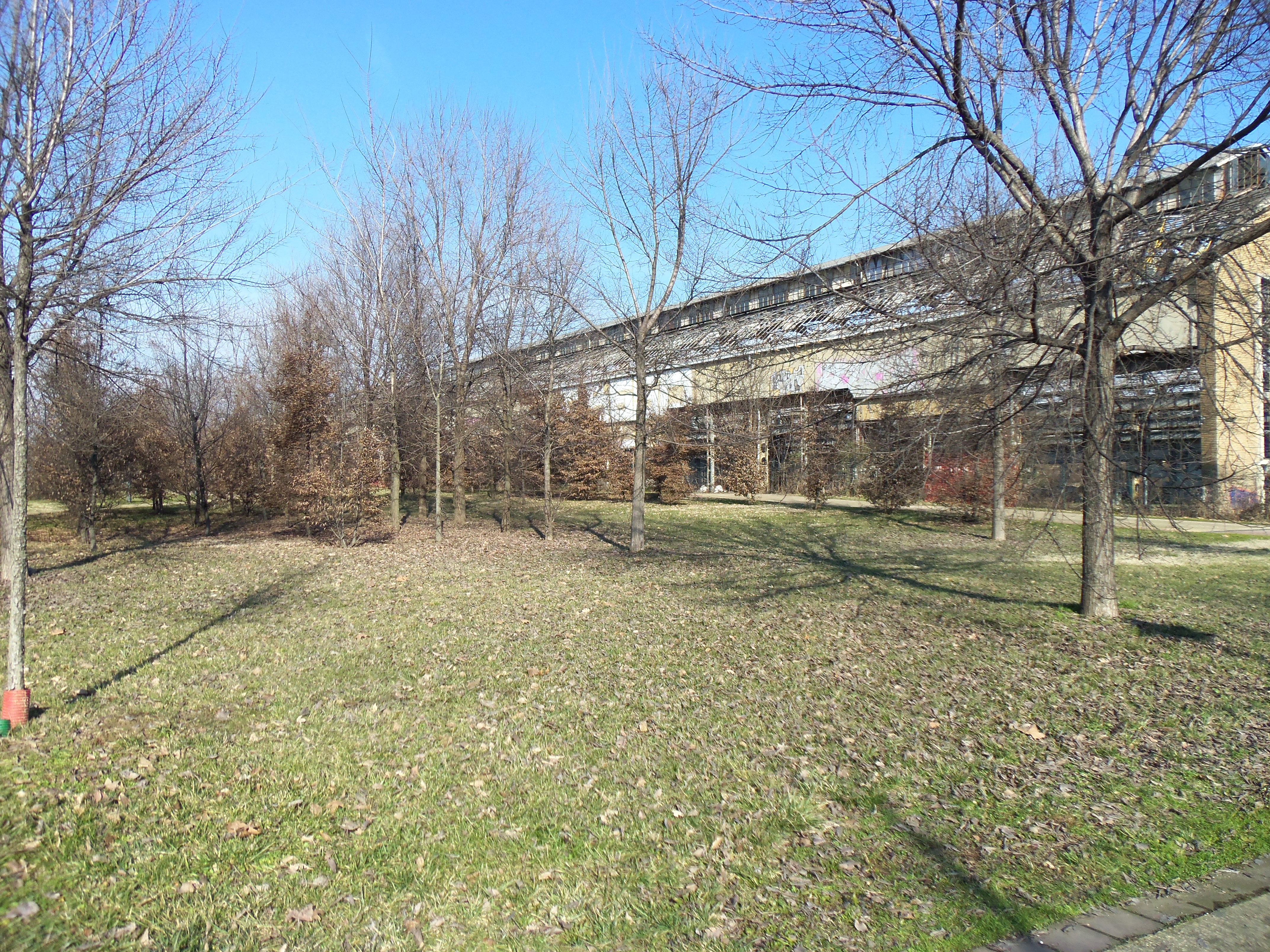
Innocenti Lambrate
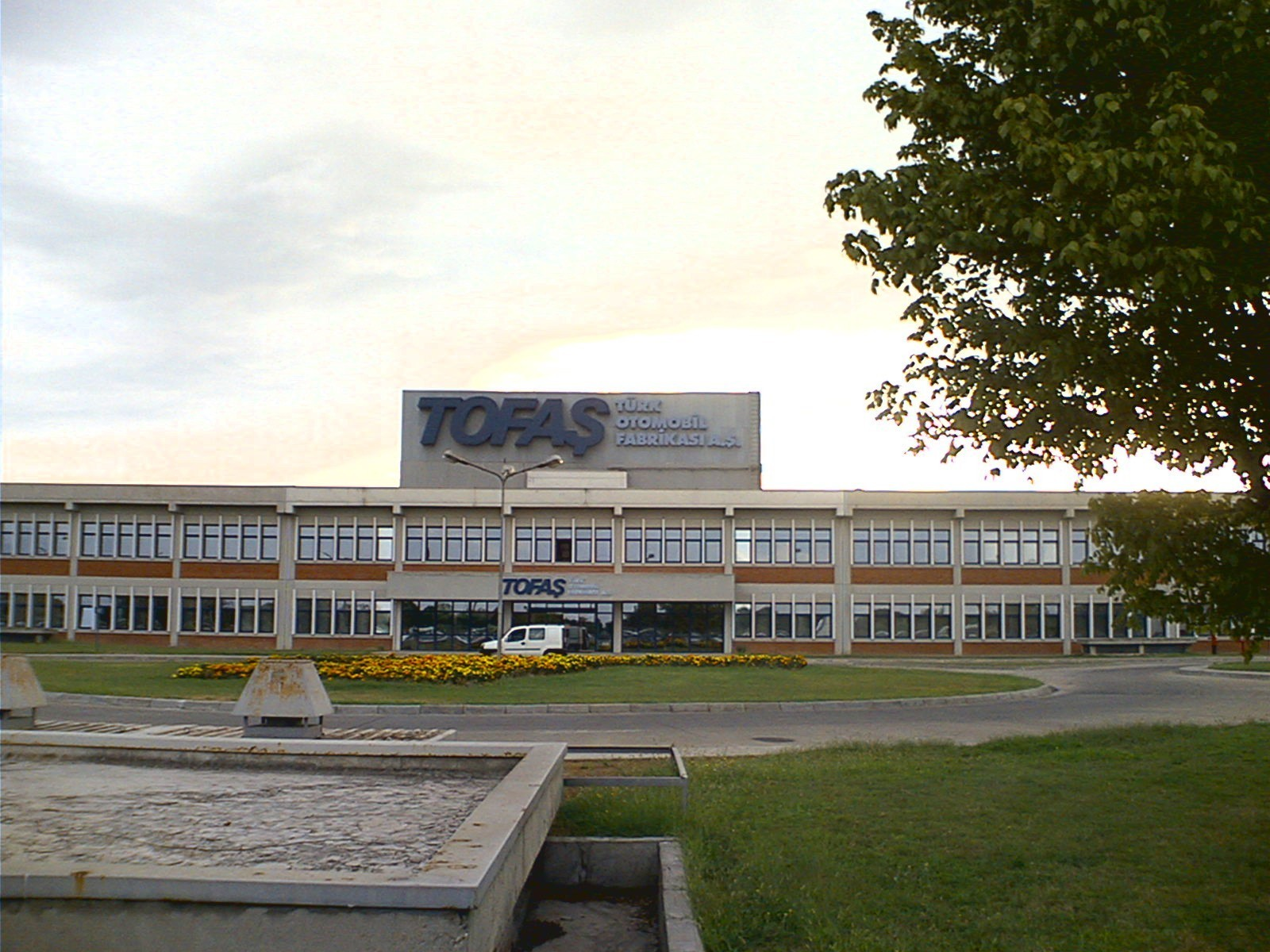
TOFAŞ Bursa
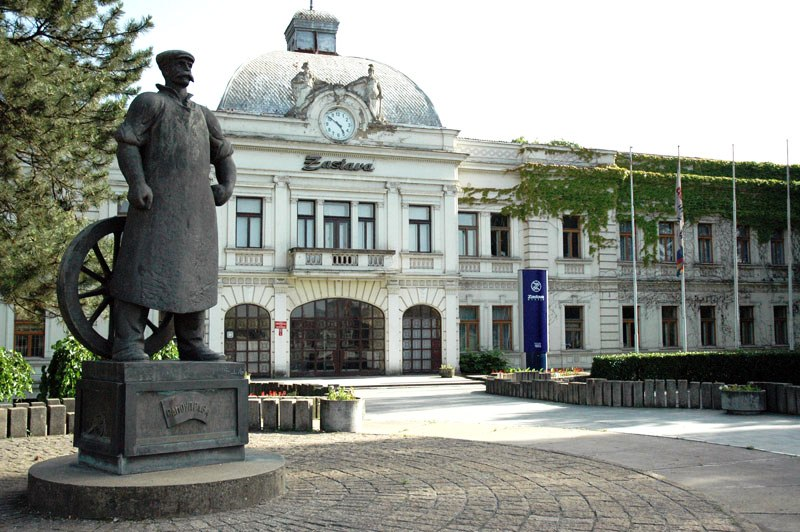
Fiat Kragujevac
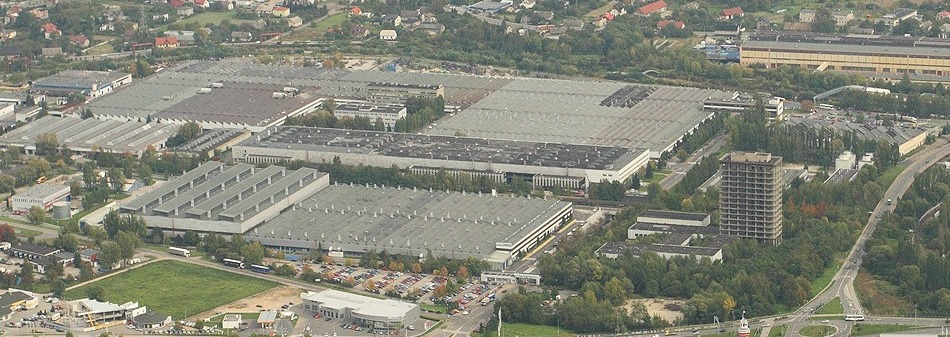
Fiat Auto Poland

## Autres constructions
- Tour Fiat à Paris
- Tour Mirafiori
- Tour Lancia